# Ustav Republike Hrvatske (2016.)
Ustav Republike Hrvatske hrvatski je film redatelja Rajka Grlića iz 2016. godine, u kom su glavne uloge imali Nebojša Glogovac, Ksenija Marinković, Dejan Aćimović i Božidar Smiljanić.

## Radnja
Film govori o četiri osobe koje žive u istom stanu u centru Zagreba, no vrlo su različite jer nemaju isto etničko i religijsko podrijetlo kao ni seksualne afinitete. 
Vjeku Kralja (Nebojša Glogovac), srednjoškolskog profesora i transvestita, na ulici napada skupina homofobnih huligana. U bolnici slučajno susreće svoju susjedu Maju Samardžić (Ksenija Marinković), koja radi kao bolničarka. Nakon Vjekova otpuštanja iz bolnice ona ga nastavi paziti kao i njegovog umirućeg oca. Maja zamoljava Vjeku da pomogne njenom mužu policajcu (Dejan Aćimović), proći ispit "Ustav Republike Hrvatske". Problemi ubrzo nastaju jer je policajac srpske nacionalnosti, dok je Vjeko hrvatski nacionalist. Polako i bolno, obojica se otvaraju i prepoznaju jedan drugog kao ljudsko biće.

## Nagrade
Film je nagrađen "Velikom nagradom Amerika" (Grad prize of Americas) na Međunarodnom filmskom festivalu u Montrealu kao najbolji film festivala.

## Vanjske poveznice
- Ante Tomić, suscenarist nagrađenog filma 'Ustav Republike Hrvatske': Transvestiti nisu slabići nego odvažniji od većine
- Popularni beogradski glumac odabrao je Telegram za svoj prvi intervju o novom hrvatskom filmu
- Ustav Republike Hrvatske u internetskoj bazi filmova IMDb-a